# Michael Di Pasqua
Michael Di Pasqua (født 4. maj 1953 i Florida, død 29. august 2016) var en amerikansk trommeslager og percussionist.  
Di Pasqua spillede med Zoot Zims, Al Cohn og Gerry Mulligan. 
Di Pasqua spillede cool jazz i starten i sin karriere, men ændrede stil til en mere moderne lyrisk freejazz-stil, da han begyndte at spille med musikere såsom Eberhard Weber og Bill Frisell på pladeselskabet ECM.